# Азинара Костадорна (Леко)
Азинара Костадорна је насеље у Италији у округу Леко, региону Ломбардија.
Према процени из 2011. у насељу је живело 5 становника. Насеље се налази на надморској висини од 1224 м.